# Бунеску, Йоан
Йоан Бунеску (рум. Ioan Bunescu; 17 сентября 1852, Крэчуней, коммуна Радомирешти, жудец Олт — 22 января 1928, Бухарест) — румынский хоровой дирижёр и композитор. Дед Сильвии Шербеску.
Начал учиться музыке в семинарии в Куртя-де-Арджеш, затем в 1869—1872 гг. учился в Бухарестской консерватории у Йоана Карту и Эдуарда Вахмана. В дальнейшем на протяжении всей жизни руководил различными церковными хорами в Бухаресте. Первое сочинение, Литургию Святого Иоанна Златоуста, опубликовал в 1884 году. Составил сборник репертуара для церковных хоров (рум. Repertoriul choral religious; 1886), объединивший работы первого поколения румынских хоровых композиторов. Произведения Бунеску были основаны на традиционном и народном музицировании.